# Floorball Regionalliga-Süd
Die Regionalliga-Süd ist die dritthöchste Spielklasse des Floorball-Verband Deutschland. Sie wird als Unterbau der beiden Bundesligen, aufgeteilt in zwei Staffeln, von den Floorball-Verbänden Floorball Bayern und Floorball Baden-Württemberg organisiert.
Die beiden Erst- und Zweitplatzierten sind berechtigt, an der Süddeutschen Meisterschaft teilzunehmen.

## Tabelle
| Pl. | Verein                         | Sp. | S | U | N  | SDS | SDN | Tore   | Diff. | Pkt. |
| --- | ------------------------------ | --- | - | - | -- | --- | --- | ------ | ----- | ---- |
| 01. | Lumberjacks Rohrdorf           | 10  | 8 | 0 | 2  | 0   | 0   | 103:46 | +57   | 24   |
| 02. | SG Augsburg/Nordheim           | 10  | 7 | 1 | 2  | 0   | 0   | 89:31  | +58   | 22   |
| 03. | VfL Red Hocks Kaufering II (M) | 10  | 6 | 1 | 2  | 1   | 0   | 77:48  | +29   | 21   |
| 04. | SG Nürnberg/Regensburg         | 10  | 4 | 0 | 5  | 0   | 1   | 59:63  | −4    | 13   |
| 05. | FC Stern München II            | 10  | 3 | 0 | 7  | 0   | 0   | 39:93  | −54   | 9    |
| 06. | Sportfreunde Puchheim          | 10  | 0 | 0 | 10 | 0   | 0   | 28:114 | −86   | 0    |

| Pl. | Verein                   | Sp. | S | U | N  | SDS | SDN | Tore   | Diff. | Pkt. |
| --- | ------------------------ | --- | - | - | -- | --- | --- | ------ | ----- | ---- |
| 01. | United Lakers Konstanz   | 10  | 8 | 0 | 1  | 0   | 1   | 87:36  | +51   | 25   |
| 02. | Sportvg Feuerbach        | 10  | 8 | 0 | 2  | 0   | 0   | 66:45  | +21   | 24   |
| 03. | DJK Giants Karlsruhe-Ost | 10  | 4 | 0 | 3  | 2   | 1   | 68:44  | +24   | 17   |
| 04. | TV Schriesheim II        | 10  | 4 | 0 | 5  | 0   | 1   | 52:38  | +14   | 13   |
| 05. | SG Heidelberg-Mannheim   | 10  | 3 | 0 | 6  | 1   | 0   | 66:49  | +17   | 11   |
| 06. | SV 03 Tübingen Sharks    | 10  | 0 | 0 | 10 | 0   | 0   | 18:145 | −127  | 0    |

(M) – Meister/Titelverteidiger 2021/22